# 吸血蝠
吸血蝠，为哺乳綱翼手目葉口蝠科的一屬，是一种原产于美洲的小型蝙蝠。而與吸血蝠同科的動物尚有白翼吸血蝠、毛腿吸血蝠、大紋面蝠屬等之數種哺乳動物。是三种现存的吸血蝙蝠之一，另两种分别为毛腿吸血蝠和白翼吸血蝠。
普通吸血蝠通常夜间行动，趁牲畜睡觉时取食它们的血。它们剃刀般锋利的牙齿可以轻易切开动物的皮肤，接着便用长舌头舔舐血液(它們的口水含抗凝血劑和麻醉成分，所以不會察覺)。
普通吸血蝠为一夫多妻制，雄性头领会保卫自己的配偶们。在所有蝙蝠里，这个物种的社会化程度是最高的，个体之间存在合作行为、社交修饰，以及分享食物。由于他们以牲畜的血为食还会传播狂犬病，因此被当地人视为害兽。
重15~50公克，長约8公分。